# فيل بينغتسون
فيل بينغتسون (بالإنجليزية: Phil Bengtson)‏ هو لاعب كرة قدم أمريكية أمريكي، ولد في 17 يوليو 1913 في روزيو في الولايات المتحدة، وتوفي في 18 ديسمبر 1994.